# Takolokouzet
Der Takolokouzet (auch Takaloukouzet) ist ein bis zu 1295 m hohes Gebirge im Aïr in Niger.

## Geographie
Der plutonische Takolokouzet ist der am weitesten östlich gelegene Teil des Hochgebirges Aïr. Er hat mehr die Form einer weitläufigen Hochebene als die eines Gebirgsmassivs. Die durchschnittliche Höhe liegt bei etwa 1000 m. Im Westen erreicht der Takolokouzet eine Höhe von 1295 m.
Nördlich, östlich und südlich des Gebirges liegt die Wüste Ténéré, wo dem Takolokouzet ein kleines Vorgebirge, der Adrar Madet (790 m), vorgelagert ist. Im Nordosten ist das kreisrunde Tal Arakao ein markanter Übergang zwischen Wüsten- und Gebirgsland. Das zeitweise geflutete Trockental (kori) Zagado im Nordwesten entwässert den Takolokouzet und das anschließende, 1637 m hohe Gebirgsmassiv Taghmert. Weitere bedeutende koris im Takolokouzet sind Ajioua, Anakom, Ibine, Tafidet, Tagueï, Takarit und Tamakon. Westlich des Takolokouzet erreicht der Aïr am Berg Ourtegguine eine Höhe von 1369 m. Das Terrain fällt dann ins weitläufige Tal von Tintellust ab, das von den Bergen Agueraguer (1730 m) und Goundaï (1768 m) gerahmt wird.
Der nördliche Teil des Takolokouzet gehört zum Gebiet der Landgemeinde Iférouane, der südliche Teil zum Gebiet der Landgemeinde Timia. Das Gebirge liegt außerdem vollständig innerhalb des UNESCO-Welterbes Naturreservat Aïr und Ténéré.
Anders als die meisten anderen Regionen im Aïr, die aus ringförmigen Granit-Strukturen bestehen, ist der Takolokouzet in geologischer Hinsicht von Konglomeraten und Rhyolith geprägt. Für den Takolokouzet typische Gehölzpflanzen sind Acacia ehrenbergiana, Acacia laeta, Anogeissus leiocarpa, Grewia tenax und Rhus tripartita. Charakteristische krautige Pflanzen sind Aerva javanica, Cymbopogon schoenanthus und Lavandula stricta.

## Geschichte und Kultur

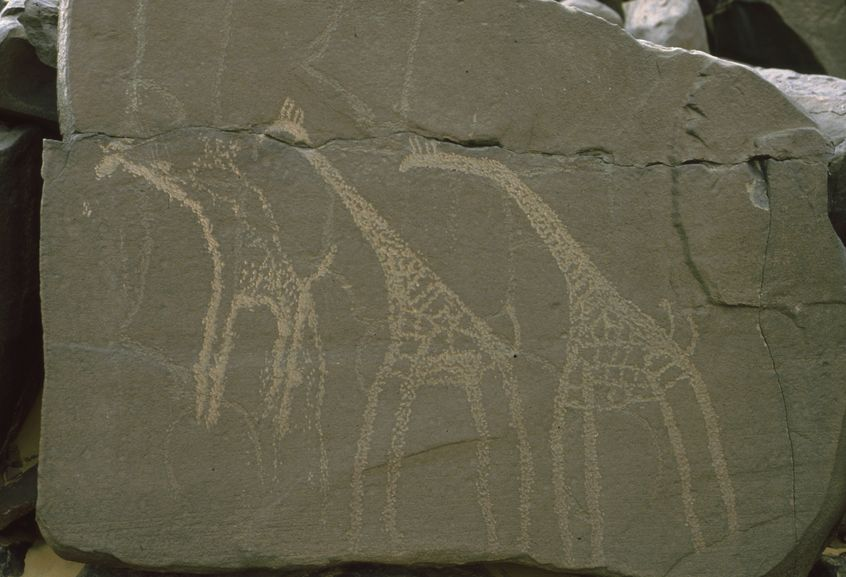
Felsbilder mit Giraffen im Tal Anakom am Ostrand des Takolokouzet

Insbesondere in den Tälern der zur Ténére hingewandten Ostseite des Takolokouzet befinden sich zahlreiche prähistorische Sahara-Felsbilder. Dort weisen mehrere archäologische Fundorte auf eine menschliche Besiedlung im Acheuléen hin.